# خوسيه كارديناس ماركيز
خوسيه كارديناس ماركيز (بالإسبانية: Elías Cárdenas Márquez)‏ هو سياسي مكسيكي، ولد في 2 سبتمبر 1936 في ولاية مكسيكو في المكسيك. حزبياً، نشط في حزب الثورة الديمقراطية. وقد انتخب عضو مجلس النواب المكسيك.